# 高マンガン鋼
高マンガン鋼（こうまんがんこう）とは、炭素鋼にマンガンを12%前後加えた組成を持つ合金鋼である。発明者のロバート・ハッドフィールド(en:Robert Hadfield)に因み、ハッドフィールド鋼とも呼ぶ。

## 概要
炭素鋼は、常温でフェライト（体心立方格子）相が、高温でオーステナイト（面心立方格子）相が安定している。これに対しオーステナイト形成元素のマンガンを添加し、常温でオーステナイト相を安定にしたのが高マンガン鋼である。鋼の焼入れはフェライト・オーステナイト相間の変態を利用するが、高マンガン鋼はオーステナイト相から変態しないため、焼入れしても効果はない。
高マンガン鋼はオーステナイト組織を持つため、じん性が高く磁性を持たない。また加工硬化性が大きく、荷重を受けるほどに表面が硬くなり、耐摩耗性も向上する。このため靱性と耐摩耗性が求められる用途に向く。
加工硬化が著しいという特徴のため切削性が悪いので、高マンガン鋼は主に鋳造品に利用される。鋳造直後は結晶粒界に炭化物が析出して脆い状態にあるので、炭化物を解消し、製品にじん性を持たせるには1000℃まで加熱し急冷する処理を行う。これは液体化処理や水靱処理と呼ばれている。加熱後急冷する点は焼入れに似ているが、目的も原理も異なる処理である。
ほかに比較的少量（1～数%）のマンガンを添加したマンガン鋼（低マンガン鋼）があるが、これは強靭化や焼入れ性の向上を狙ったものであり、オーステナイト相を利用する高マンガン鋼とは性質が異なる。

## 溶接
高炭素鋼は溶接部が硬化しやすく除冷する必要があるのに対し高マンガン鋼は炭素の析出を抑えるために急冷しなくてはならず相反するため溶接は困難である。
そこで、間にステンレス鋼等を挟んで溶接する。（バタリング）